# 이유령 (1472년)
이유령(李幼寧, 1472년 ∼ 1504년 음력 4월 20일)은 조선 중기의 왕족 출신 문신이다. 자는 영지(寧之), 본관은 전주이다. 효령대군 보의 4대손이며 주계부정 증 주계군 이심원(朱溪君 李深源)의 아들이다. 김종직(金宗直)의 문인이다.
1488년(성종 19) 장사랑(將仕郞), 1495년(연산군 1) 증광과 생원시에 1등하여 생원이 되고 그해 진사가 되었으며 1496년 식년문과, 별시문과에 급제했다. 성종실록 편찬에 춘추관 기사관으로 참여했고 예문관검열, 춘추관 기사관, 홍문관 부교리, 이조 좌랑, 이조 정랑, 이조 전랑 등을 역임했다. 갑자사화의 와중에 구세건의 간음 사실을 전해듣고 이를 사헌부에 알렸다는 이유로 사형당했다. 1506년 중종 반정 후 복권되고 직첩을 되돌려받았으며, 뒤에 증 이조판서에 추증되고 충신정려를 받았다.

## 생애

### 출생과 가계
태종의 차남 효령대군 이보의 4대손으로 증조부는 보성군 합이고 할아버지는 평성군 위이며, 아버지는 주계부정 증 주계군 심원이다. 어머니는 증 군부인 탐진안씨 또는 충주안씨로 현령 안근(安瑾)의 딸이다. 부인은 하동정씨로 군수 정여유(鄭汝裕)의 딸이며, 일두 정여창의 조카딸이다.  장모는 전주이씨로 양녕대군 제의 증손으로 함양군 이포(咸陽君 李言+布)의 손녀이며 부원정 이진(富原正 李鎭)의 딸이며, 그에게는 부계로 9촌간이 된다.
아버지 이심원과의 나이 차이는 18세로, 할아버지 평성군 이위와는 36세 차이가 난다. 그가 태어날 때 할아버지 평성군 이위, 증조할아버지 보성군 이합이 모두 살아 있었고, 고조할아버지 효령대군 이보 역시 아직 살아 있었다.
점필재 김종직(金宗直)의 문인으로 수학하였다. 그의 아버지 주계부정 심원도 점필재의 문하에서 수학했다. 1488년(성종 19) 장사랑(將仕郞)으로 재직 중 아버지 이심원의 억울함을 상소하였으나, 대신들의 논의 끝에 상소문은 받아들여지지 않고 승정원에 방치되었다.

### 관직 생활
1495년(연산군 1)에 증광사마시 생원에 1등(一等) 2위로 합격하고 그 해 다시 진사가 되었다. 1496년(연산군 2) 별시 문과에서 을과로 급제했다. 1496년 식년 문과에 을과(乙科) 2위로 급제했다. 바로 성종실록의 편찬 시 승훈랑 행 홍문관 부수찬 지제교 겸 경연 검토관(承訓郞行弘文館副修撰知製敎兼經筵檢討官)으로 춘추관기사관(記事官)을 겸직하고 실록편찬에 참여했다. 그해 예문관 검열이 되었다. 예문관 검열 재직 중 1496년 11월 다시 아버지 이심원의 억울함을 상소하였으나, 그해 12월 증조부 보성군 이합이 이를 반박하는 상소를 올렸다.
1497년 춘추관 기사관이 되고, 그해 실록 편찬에 참여한 관리들을 시상할 때 한 자급 승진하였다. 1498년(연산군 4) 대교(待敎)가 되어 상을 받는 것이 외람되다며 상소하였으나 왕이 이를 받아들이지 않았다. 그해 김종직의 조의제문이 김일손 등에 의해 사초에 실린 것에 대한 논의에 참여, 조의제문 시가 부도하다며 난역으로 다스리자는 데 동참하였다. 1498년 홍문관 박사(博士)가 되고 이어 부수찬을 지냈다.
1501년(연산군 7) 홍문관 부교리에 이어 사헌부 지평, 이조좌랑, 이조정랑, 이조전랑(吏曹銓郞) 등을 역임했다. 그해 사헌부 지평으로 "대방 부부인(帶方府夫人)·현숙공주(顯肅公主)·제안대군(齊安大君) 등이 은을 진상했는데, 금은 주옥(金銀珠玉)은 군주가 마땅히 보배로 여길 바가 아닙니다. 만약 좋아하고 숭상하는 것을 공개(公開)해 보이면 아랫사람들이 다투어 본뜨려고 할 터이오니, 모름지기 물리치기를 청합니다."라 하여 왕에게 제안대군, 현숙공주, 대방부부인 등이 선물로 보낸 은(銀)을 사양할 것을 상소했으나 왕이 들어주지 않았다.

### 생애 후반
1504년(연산군 10) 3월 연산군이 그가 남에게 들은 말을 전했다며 승정원에 죄를 줄 것을 지시했다. 그해 4월 의금부에 의해 경상남도 사천(泗川)으로 유배되었다. 음력 윤 4월 11일 연산군이 "그가 말한 ‘부자가 서로 한 여자를 간음하였다.’는 일은 만의 하나라도 그럴 리가 없는 것인데 감히 말을 하였으니, 살려둔들 뭐 이익될 것이랴? 잡아오게 하라."며 소환을 지시했다.
음력 윤 4월 11일  성세명(成世明), 임사홍(任士洪), 윤구(尹遘), 노공유(盧公裕) 등이 그가 변형량의 청탁을 받고 남을 무고했다며 탄핵하였다. "변형량(卞亨良)의 청탁을 듣고, 부자가 서로 간음하였다는 일을 말하여 남을 큰 죄에 빠뜨리려 하였습니다. 신 등이 율문 범간(犯奸) 조항을 살펴보니 ‘부(父)·조(祖)의 첩을 간음한 자는 베인다.’ 하고 또 무고 조항에는 ‘무고한 사람은 이미 결정된 것은 반좌(反坐)시키고, 미결인 것은 장 1백, 유 3천리에 역(役) 3년을 더한다.’고 하였습니다. 지금 형량이 실정을 알면서도 유녕에게 청탁을 받고 사람을 죽을 죄에 무고했으니, 무고한 사람이 죽지는 않았지만, 원정(原情)으로 중벌에 처하여야 하겠습니다."라 했다. 음력 윤 4월 13일 왕명으로 국문을 받았다.
변형량은 '구세건(具世健)이 그 아비와 관계 있는 여자를 간음하였다.'는 말을 듣고 그 친구 이유녕(李幼寧)에게 말하였다. 이유녕이 지평(持平)이 되어 그를 사실하여 죄주려 하였는데, 세건의 처는 유자광(柳子光)의 조카딸이라, 자광이, 성준(成俊)·이극균(李克均)에게 청탁하여, 형량과 유녕이 무고한다고 고했다. 사간원에 의하면 "구세건(具世健)은 그 아비 구전(具詮)과 더불어 창녀 말비(末非)를 서로 범하였는데, 지평(持平) 이유령(李幼寧)이 이 사실을 사헌부 안에서 발설하여 추문(醜聞)이 날로 퍼졌다"한다.
1504년 음력 윤 4월 20일 유배지 사천에서 의금부 낭청에 의해 한성으로 소환, 연산군으로부터 사형 명령을 받았다. 연산군은 "곧 군기시(軍器寺) 앞에서 베어 저자에 효수(梟首)하되, 백관이 차례로 서서 〈보기를〉 전과 같이 하라"며 승정원 승지 박열(朴說), 이계맹(李繼孟) 등과 내관(內官)을 명하여 형을 감독하게 했다. 그날 군기시 앞에서 참수되었다.
사형 직전 그는 형벌에 임하여 원망하는 말이 없고, 이르기를 ‘죽어도 남은 죄가 있다.’고 했다 한다. 연산군은 이를 두고 이것이 곧 신하의 예이다 라고 하였다. 그런데 연산군은 그해 6월에 이미 죽은 그에게 박은과 친하다는 이유로 장형을 가하라는 지시를 내린다.

### 사후
갑자사화로 아버지 이심원도 사형되고 그해 10월 22일 아우 유반(幼槃)도 화를 입었고, 작은 아우 유정(幼靖)과 아들 돈복(敦復)은 나이가 어리다 하여 죽음은 면하고 종이 되었다. 1505년 2월 8일 연산군의 명으로 그의 뼈를 부수게 하였다. 2월 19일 연산군은 그의 뼈를 부수어  강 건너에서 바람에 날리게 하였다.
1506년 중종반정 이후 신원되고 그해 관작을 되돌려받았으며, 뒤에 증 이조판서에 추증되고 충신(忠臣)으로 정려(㫌閭)됐다. 묘소는 충남 연산현 금암리(후일의 충청남도 계룡시 금암동)에 단이 있다.

## 가계
- 증조부 : 보성군 이합
- 조부 : 평성군 이위
- 아버지 : 주계부정 증 주계군 이심원
- 어머니 : 충주안씨(忠州安氏), 안근(安謹)의 딸
  - 동생 : 이유정(李幼靖)
- 부인 : 하동정씨, 군수 정여유(鄭汝裕)의 딸
  - 아들 : 이돈복(李敦復, 1497년 ~ 1543년)
  - 사위 : 김상(金鏛), 안동인
  - 사위 : 정세신(鄭世臣), 연일인, 군수, 부 참봉 정홍(參奉 鄭洪)
- 첩 : 이름 미상
  - 서자 : 이돈상(李敦尙)

## 같이 보기
- 이심원
- 김종직
- 박은
- 보성군
- 임사홍

## 참고 자료
- 성종실록
- 연산군일기
- 사마방목
- 국조방목
- 청선고